# Edward Cronjager

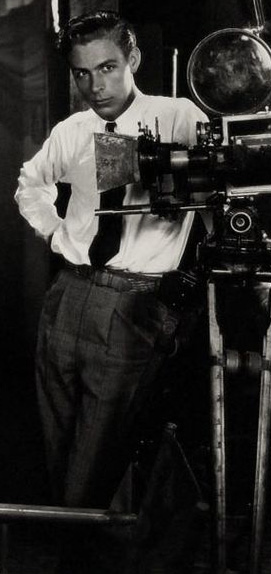
Edward Cronjager (1928)

Edward Cronjager (* 21. März 1904 in New York City, New York; † 15. Juni 1960 in Woodland Hills, Kalifornien) war ein US-amerikanischer Kameramann.

## Leben
Edward Cronjager wurde in eine Filmfamilie deutscher Herkunft geboren, bereits sein Vater Henry Cronjager (1877–1967) und sein Onkel Jules waren als Kameramänner in den frühen Tagen des Stummfilms aktiv gewesen. Bereits mit 19 Jahren filmte Cronjager den berühmten Boxkampf zwischen Jack Dempsey und Luis Firpo. Mitte der 1920er-Jahre gelangte er nach Hollywood, wo er sich schon nach relativ kurzer Zeit als Kameraassistent die Funktion eines Chefkameramanns erarbeiten konnte. Seine ersten Filme waren häufig mit dem Westernstar Richard Dix in der Hauptrolle, später drehte er auch mehrfach mit dem Regisseur Gregory La Cava. Besonders oft wurde er für Westernfilme engagiert.
Insgesamt siebenmal war Cronjager für seine Bildgestaltung für den Oscar für die beste Kamera nominiert, ohne ihn jemals gewinnen zu können. Insgesamt drehte er über 100 Filme, außerdem gegen Ende seines Lebens einige Fernsehepisoden. Sein Neffe war der Kameramann William Cronjager.

## Filmografie (Auswahl)
- 1926: Eheketten (Mismates)
- 1927: Die Piraten vom Jang-Tse-Kiang (Shanghai Bound)
- 1927: 1000 PS (Man Power)
- 1927: Don Alonzo, der Rächer (The Gay Defender)
- 1929: Rothaut (Redskin)
- 1929: Der Held des Tages (The Love Doctor)
- 1931: Pioniere des wilden Westens (Cimarron)
- 1932: Die letzten Vier (The Lost Squadron´)
- 1932: Luana (Bird of Paradise)
- 1933: If I Were Free
- 1933: No Other Woman
- 1935: Roberta
- 1936: One in a Million
- 1936: Texas Rangers
- 1940: Überfall der Ogalalla (Western Union)
- 1941: Adoptiertes Glück (Sun Valley Serenade)
- 1941: I Wake Up Screaming
- 1942: To the Shores of Tripoli
- 1942: Friendly Enemies
- 1942: The Pied Piper
- 1943: Ein himmlischer Sünder (Heaven Can Wait)
- 1943: The Gang’s All Here
- 1944: Zu Hause in Indiana (Home in Indiana)
- 1946: Feuer am Horizont (Canyon Passage)
- 1946: Sinfonie in Swing (Do You Love Me?)
- 1947: Desert Fury – Liebe gewinnt (Desert Fury)
- 1948: Blut und Gold (Relentless)
- 1948: Der Pantoffelheld (An Innocent Affair)
- 1950: Das Todeshaus am Fluß (House by the River)
- 1951: Der Rächer (Best of the Badmen)
- 1951: Drei Frauen erobern New York (Two Tickets to Broadway)
- 1951: Der Rächer (Best of the Badmen)
- 1952: Im Reiche des goldenen Condor (The Treasure of the Golden Condor)
- 1952: Lockruf der Wildnis (Lure of the Wilderness)
- 1953: Das Höllenriff (Beneath the 12-Mile Reef)
- 1953: Der neue Sheriff (Powder River)
- 1954: Kampf am roten Fluß (Siege at Red River)